# ليونارد فيلدنغ نالدر
ليونارد فيلدنغ نالدر ـ (1888 ـ 1958) هو مدير استعماري بريطاني، كان حاكمًا لإقليم الفونج (1927 ـ 1930) ثم لإقليم مونغالا (1930 ـ 1936) في السودان الإنجليزي المصري.

## حياته
ولد فيلدنغ سنة 1888، وتلقى تعليمه في مدرسة رغبي وكلية كوربس كريستي بجامعة أكسفورد. التحق بالإدارة الاستعمارية الإنجليزية في السودان، فأُسِل إلى الخرطوم سنة 1912، ثم إلى إقليم البحر الأحمر في الفترة من 1913 إلى 1917، قبل أن ينتقل انتقالًا مؤقتًا إلى الخدمة في العراق في الفترة من 1917 إلى 1922، ثم يعود إلى السودان ليخدم في كردفان والخرطوم بين عامي 1923 و1926.
في سنة 1927، صار نالدر عضوًا بلجنة ترسيم الحدود التركية العراقية، وفي سنة 1927 عُين حاكمًا لإقليم الفونج، ثم عُين سنة 1930 حاكمًا لإقليم مونغالا، وهو المنصب الذي ظل فيه حتى تقاعد سنة 1936.